# Pierwszy rząd Kiriakosa Mitsotakisa
Pierwszy rząd Kiriakosa Mitsotakisa – rząd Grecji funkcjonujący od lipca 2019 do maja 2023.
Gabinet powstał po wyborach do Parlamentu Hellenów z 7 lipca 2019, w których zwyciężyła centroprawicowa Nowa Demokracja. Jej lider Kiriakos Mitsotakis 8 lipca 2019 został przez prezydenta Prokopisa Pawlopulosa mianowany na urząd premiera. Jeszcze tego samego dnia ogłosił skład swojego gabinetu. Rząd zastąpił drugi gabinet Aleksisa Tsiprasa i rozpoczął funkcjonowanie 9 lipca 2019.
Po wyborach z maja 2023, w których zwycięska ND z uwagi na zmiany w ordynacji wyborczej utraciła większość w parlamencie, premier dążył do kolejnych wyborów, które rozpisano na czerwiec 2023. Rząd zakończył funkcjonowanie w maju 2023, gdy został zastąpiony przez techniczny gabinet, na czele którego stanął Joanis Sarmas.

## Skład rządu
- Premier: Kiriakos Mitsotakis[2]
- Wicepremier: Panajotis Pikramenos
- Minister finansów: Christos Staikuras
- Minister rozwoju i inwestycji: Adonis Jeorjadis
- Minister spraw zagranicznych: Nikos Dendias
- Minister ochrony obywateli: Michalis Chrisochoidis (do sierpnia 2021), Takis Teodorikakos (od sierpnia 2021)
- Minister obrony narodowej: Nikolaos Panajotopulos
- Minister edukacji i spraw religijnych: Niki Kierameos
- Minister pracy i spraw społecznych: Janis Wrutsis (do stycznia 2021), Kostis Chadzidakis (od stycznia 2021)[8]
- Minister zdrowia: Wasilis Kikilias (do sierpnia 2021), Atanasios Plewris (od sierpnia 2021)
- Minister środowiska i energii: Kostis Chadzidakis (do stycznia 2021), Kostas Skrekas (od stycznia 2021)[8]
- Minister kultury i sportu: Lina Mendoni
- Minister sprawiedliwości: Kostas Tsiaras
- Minister spraw wewnętrznych: Takis Teodorikakos (do stycznia 2021), Makis Woridis (od stycznia 2021 do kwietnia 2023)[8][9], Kaliopi Spanu (od kwietnia 2023)[9]
- Minister stanu, minister cyfryzacji: Kiriakos Pierakakis
- Minister infrastruktury i transportu: Kostas Karamanlis (do marca 2023)[10]
- Minister do spraw wysp i żeglugi: Joanis Plakiotakis
- Minister rozwoju rolnictwa i żywności: Makis Woridis (do stycznia 2021), Spilios Liwanos (od stycznia 2021 do lutego 2022)[8], Jorgos Jeorjandas (od lutego 2022)
- Minister turystyki: Charis Teocharis (do sierpnia 2021), Wasilis Kikilias (od sierpnia 2021)
- Minister imigracji i polityki azylowej: Notis Mitarakis (od stycznia 2020)
- Minister do spraw kryzysu klimatycznego i obrony cywilnej: Christos Stilianidis (od września 2021)
- Minister stanu: Jorgos Jerapetritis, Akis Skiertsos (od sierpnia 2021)